# Generator (canção)
"Generator" é uma canção da banda Foo Fighters, lançada em 2000 como single do álbum There Is Nothing Left to Lose (1999). A canção é particularmente o único dentre os trabalhos da banda a utilizar o dispositivo talk box em partes da canção.
Não houve videoclipe filmado para o single. Em lugar de uma performance ao vivo da canção na Austrália, ela foi sobreposta com uma versão de estúdio para promover o single e o álbum.

## Lista de faixas

### CD australiano
1. "Generator"
2. "Learn to Fly" (Ao vivo, 24 de janeiro de 2000, Sydney, Austrália)"
3. "Stacked Actors" (Ao vivo, 24 de janeiro de 2000, Sydney, Austrália)"
4. "Breakout" (Ao vivo, 23 de novembro de 1999, Glasgow, Escócia)"

### CD europeu
1. "Generator"
2. "Ain't It the Life" (versão acústica ao vivo)
3. "Floaty" (versão acústica ao vivo)
4. "Fraternity"
5. "Breakout" (ao vivo)

### 7 polegadas
1. "Generator"
2. "Fraternity"

## Posições nas paradas
| País/Parada (2000)                  | Melhor posição |
| ----------------------------------- | -------------- |
| Austrália (ARIA)                    | 31             |
| Reino Unido (OCC UK Rock and Metal) | 12             |